# Tencent Weibo
Ne doit pas être confondu avec Weibo.
 (juillet 2025).
Le contenu est difficilement compréhensible vu les erreurs de traduction, qui sont peut-être dues à l'utilisation d'un logiciel de traduction automatique.
Tencent Weibo est un site chinois de microblogage lancé par Tencent en avril 2010, et fermé en octobre 2020. Les utilisateurs peuvent publier un message d'au plus 140 caractères chinois par le Web, SMS ou application smartphone[Quoi ?].

## Introduction
Tencent Weibo est un réseau social qui connecte tous les utilisateurs ensemble, tout comme Sina Weibo. Les utilisateurs peuvent partager des photos, des vidéos et du texte avec une limite de 140 caractères. La fonction « repost » de Tencent Weibo est similaire à la fonction « retweet » de Twitter, jusqu'au caractère @[incompréhensible]. En supportant également QQ, Tencent n'a pas pour but stratégique de développer Tencent Weibo, mais il s'agit plus d'une manœuvre pour ne pas se laisser distancer par la concurrence.
Plusieurs célébrités sont des utilisateurs de Tencent Weibo users[Quoi ?], dont Ma Huateng, Zhou Hongyi, Liu Xiang et Jet Li.

## Fonctionnalités
Initialement, seuls les utilisateurs de QQ pouvaient créer un compte Tencent Weibo qui correspond à leur numéro QQ. Les comptes Weibo ne sont pas créés automatiquement pour chaque utilisateur QQ, il leur faut créer leur compte en passant par la page Tencent Weibo. Les adresses email peuvent être utilisées pour créer un compte (auparavant, seules les adresses mail QQ pouvaient être utilisées). Les posts peuvent être raccourcis en un nom de domaine url.cn. Chaque utilisateur peut suivre jusqu'à 2 000 personnes. Les utilisateurs peuvent publier des messages de microblog par le client QQ (depuis la version Windows Chinois Simpliqué de QQ2010 Beta 3), les inputs QQ Pinyin, un ordinateur, un smartphone (iPhone, Android, S60 et KJava), SMS et MMS. De plus, des photos peuvent être insérées par chacune de ces méthodes sauf le SMS.Les utilisateurs peuvent aussi ajouter des vidéos (Kandajia, Tudao, PPTV, Youku, 56.com, etc.) et des chansons (QQ music), ce qui n'est pour l'instant possible que depuis la page d'accueil.
| Tencent Weibo | Chinese          | 立即收听 | 收听      | 听众              | 广播        | n条广播        | 转播      | 对话   | 名单  |
| Tencent Weibo | Traduction       | Écouter  | Écoute    | Audience / Public | Publication | n publications | Republier | Parler | Liste |
| Tencent Weibo | Version anglaise | Follow   | Following | Follower(s)       | Post        | n post(s)      | Repost    | Reply  | List  |
| Twitter       | Twitter          | Follow   | Following | Follower(s)       | Tweet       | n tweet(s)     | Retweet   | Reply  | List  |

## Histoire
Au début de 2007, Tencent lance un site similaire au microblogging appelé Taotao.com. Cependant, du fait de problèmes, Tencent annonce le 26 janvier 2010 que le site sera fermé et intégré à la Qzone. En mars, Qoocu.com (un blog consacré aux produits Tencent) publie plusieurs captures d'écran de la bêta interne de Tencent Weibo. Le 1er avril, Tencent lance la bêta publique, réservée aux gens avec un code d'invitation. Le même jour, Tencent publie QQ2010 version Beta3, comprenant la fonctionnalité de microblogging. Au deuxième trimestre 2012, le service compte 469 millions d'utilisateurs enregistrés. Le 23 juillet, Tencent Inc annonce l'intégration de l'équipe consacrée au service de microblogging à l'équipe consacrée aux actualités, après que des médias ont publié l'information que la compagnie a renvoyé sa division microblogging et ne va plus mettre à jour son service de microblogging.

## Plateforme pour les développeurs
Tencent Weibo constitue une plateforme « ouverte » à la communication et partage d'information pour les développeurs et les utilisateurs. Après s'être inscrits, les développeurs et les utilisateurs peuvent utiliser l'API ouverte et créer une application.

## Censure
Tencent Weibo peut censurer la discussion d'actions publiques d'intérêt social, comme les grèves d'ouvriers ou d'employés. Par exemple, les discussions autour de la grève d'ouvriers de Foxconn en novembre 2022 ont été bloquées.